# كارلوس ماثيو
كارلوس ماثيو (بالإسبانية: Carlos Matheu)‏ (13 مايو 1985 بكويلمس في الأرجنتين - ) هو لاعب كرة قدم أرجنتيني في مركز الدفاع. شارك مع منتخب الأرجنتين لكرة القدم. أما مع النوادي، فقد لعب مع أتالانتا وإنديبندينتي وبانفيلد وديفنسا خوستيكا ونادي سيينا ونادي كالياري.

## روابط خارجية
- كارلوس ماثيو على موقع إي إس بي إن إف سي (الإنجليزية)
- كارلوس ماثيو على موقع قاعدة بيانات كرة القدم.إي يو (الإنجليزية)
- كارلوس ماثيو على موقع ناشيونال فوتبول تيمز (الإنجليزية)
- كارلوس ماثيو على موقع Soccerway.com (الإنجليزية)
- كارلوس ماثيو على موقع AS.com (الإسبانية)